# Международный день шахмат
Международный день шахмат (англ. International Chess Day) — международный праздник, посвящённый шахматам. Отмечается ежегодно с 1966 года, 20 июля.

## История и празднование
Международный день шахмат отмечается с 1966 года. Инициатива создания этого праздника принадлежит Всемирной шахматной федерации (ФИДЕ), которая была основана 20 июля 1924 года в Париже. По данным ФИДЕ в 2012 году в мире насчитывалось 605 миллионов взрослых, постоянно играющих в шахматы.
Праздник отмечается в 178 странах. Традиция празднования заложена ЮНЕСКО. В этот день под эгидой ФИДЕ проводятся всевозможные тематические мероприятия и соревнования. Сеансы одновременной игры в шахматы проходят даже в местах заключения.
20 июля 2004 года чемпион мира Анатолий Карпов дал сеанс одновременной игры в Кремле. Среди прочих, он сыграл вничью с депутатом Владимиром Жириновским. Они играли художественным набором бриллиантовых фигур, стоимостью 150 тыс. долларов США.